# جی جی هنری
جی جی هنری (انگلیسی: J. J. Henry؛ زادهٔ ۲ آوریل ۱۹۷۵) یک گلف‌باز اهل ایالات متحده آمریکا است.